# Раєв Василь Єгорович
Василь Єгорович Раєв (рос. Раев Василий Егорович; грудень 1808, с. Волок, Холмський повіт, Псковська губернія — 23 березня 1871, Москва) — російський художник.
Виходець з кріпаків, був звільнений з кріпацтва у 1834 році. Початкову освіту отримав у школі живопису в Арзамасі (1829—1836), продовжив навчатися в петербурзькій Академії мистецтв у Ф. Я. Акімова і М. М. Іванова.
У 1842 році поїхав до Риму, де крім живопису вивчав мозаїчне мистецтво. У 1851 році отримав звання академіка за картину «Вид Риму з Монте-Маріо». Виконував пейзажі і портрети. У 1850-х роках працював у мозаїчному закладі при Академії мистецтв. Написав 36 ікон для церкви в с. Тейково.
Майже основна тема його творчості — види Санкт-Петербурга першої половини XIX століття.
Його роботи є в Державній Третьяковській галереї («Рим ввечері», 1843), Державному Російському музеї, Музеї Тропініна і московських художників його часу, а також у музеях Астрахані, Нижнього Новгорода, Нижнього Тагілу, Петрозаводська.
Раєв став і талановитим педагогом. Його учнями були І. К. Айвазовський, М. І. Лебедєв, О. П. Боголюбов та інші.

## Галерея

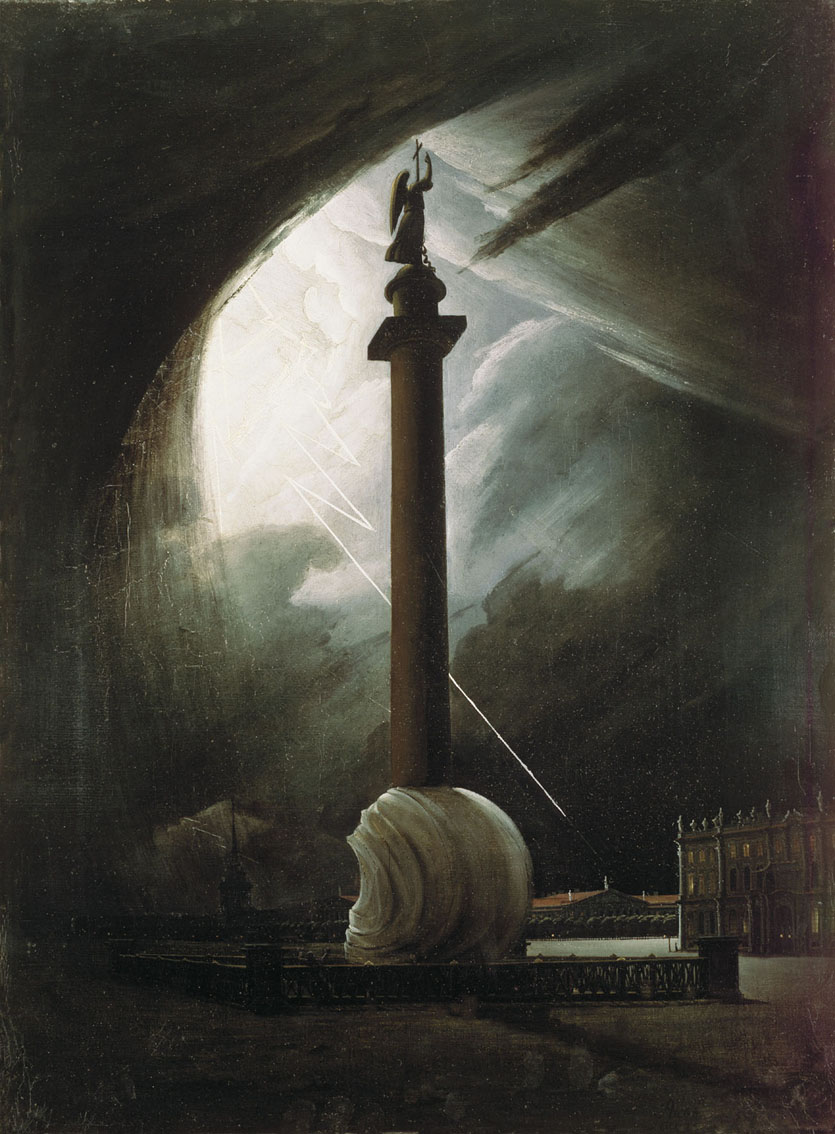
Олександрівська колона під час грози, 1834.
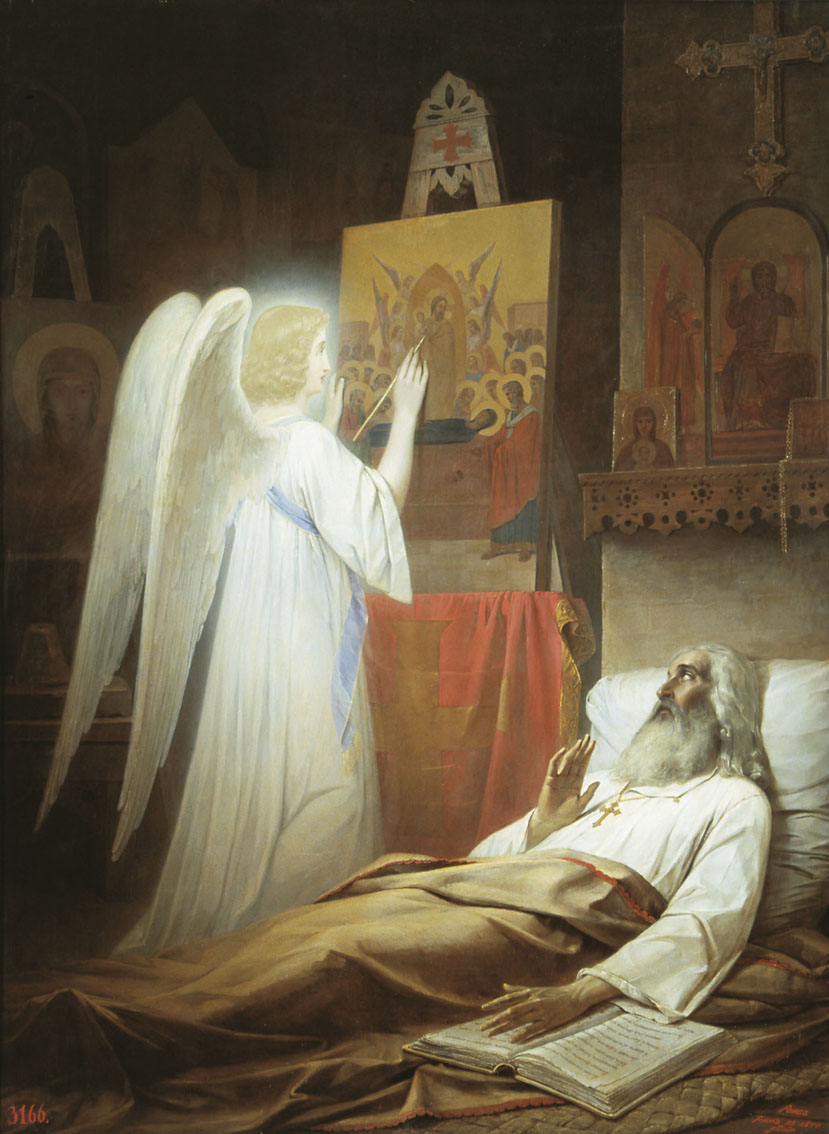
Блаженний Аліпій, іконописець печерський, 1848.